# Werner Munzinger

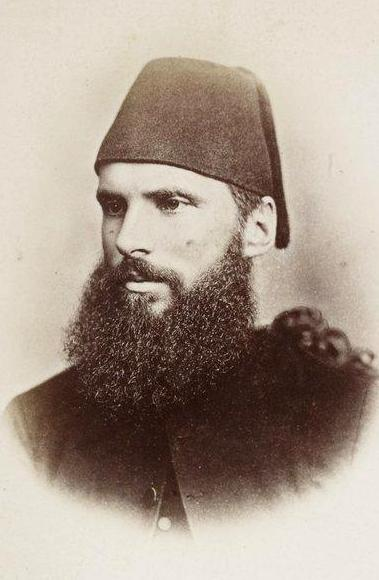
Werner Munzinger

Werner Munzinger (Olten, 4 aprile 1832 – Lago Assal, 14 novembre 1875) è stato un esploratore e diplomatico svizzero.

## Biografia
Era figlio di Josef, politico e presidente della Confederazione svizzera nel 1851. Studiò scienze e storia all'Università di Berna e successivamente orientalistica all'Università Ludwig Maximilian di Monaco e alla Sorbona a Parigi.
Giunse ad Alessandria d'Egitto nel 1852, dedicandosi all'apprendimento dell'arabo e ai commerci lungo il Nilo per conto di un'impresa francese. Nominato Console di Francia a Massaua nel 1855, visse nei sei anni successivi a Cheren. Nel 1861 partecipò alla spedizione guidata da Theodor von Heuglin volta a ritrovare l'esploratore tedesco Eduard Vogel. Nel novembre dello stesso anno Munzinger e Kinzelbach si separarono dalla carovana, scesero lungo il Mareb e l'Atbara, e giunsero sino a Khartum. Da qui poi raggiunsero il Kordofan senza però poi arrivare in Darfur e nello Ouaddaï, dove si pensava che Vogel fosse tenuto prigioniero.
Tornato per un breve periodo in Europa nel 1863, Munzinger fece ritorno a Massaua dove divenne viceconsole del Regno Unito. Nel 1868 si mise al servizio del generale Robert Napier durante la spedizione britannica contro l'Etiopia. In questi anni ebbe duri scontri con Giovanni Giacinto Stella, fondatore della colonia italo-africana di Sciotel, che il Munzinger avversava, anche per rancori personali (sembra che Munzinger invidiasse i successi amorosi di Stella con le donne indigene). Questa rivalità lo condusse quasi alla morte: il 27 settembre 1869, rientrando a cavallo a Massaua, fu gravemente ferito da un colpo di fucile, sparatogli da un indigeno, fratello della convivente di Stella. Ristabilitosi, ottenne la condanna al carcere dell'autore del gesto, che poco dopo morì di stenti in cella.
Passato successivamente al servizio dei francesi, nel 1871 fu nominato governatore di Massaua dal chedivè d'Egitto Isma'il Pascià. A Massaua fece costruire il palazzo del governatore e le due dighe che uniscono le isole di Massaua e Taulud alla terraferma.
Come governatore egiziano Munzinger adottò una politica espansiva ai danni dell'Etiopia. Conquistò Cheren e la regione dei Bogos e proibì il commercio delle armi con gli etiopici. Nominato governatore della regione di Cheren nel 1874. L'anno seguente, con lo scoppio della guerra tra l'Egitto e l'Etiopia, guidò una spedizione militare forte di 350 uomini volta ad aggredire da sud le difese del negus Giovanni. Partita da Tagiura, la colonna egiziana fu però assalita di notte dalle truppe del sultano di Aussa presso il lago Assal e duramente sconfitta. Lo stesso Munzinger perì nello scontro.

## Opere
- Über die Sitten und das Recht der Bogos, 1859
- Ostafrikanische Studien, 1864; 2ª ed., 1883
- Die deutsche Expedition in Ostafrika, 1865
- Vocabulaire de la langue de Tigré, 1865